# Meidericher Spielverein Duisburg 2023-2024 (femminile)
Questa voce raccoglie le informazioni riguardanti il Meidericher Spielverein Duisburg  nelle competizioni ufficiali della stagione calcistica 2023-2024.

## Stagione
Nella stagione 2023-2024 l'MSV Duisburg, allenato da Thomas Gerstner, concluse il campionato di Frauen-Bundesliga al 12º e ultimo posto, mentre in coppa di Germania fu eliminato ai quarti di finale dall'Eintracht Francoforte.

## Divise e sponsor
La scelta cromatica delle maglie era la stessa dell'MSV Duisburg maschile. Il main sponsor era l'energy drink trinkgut, mentre quello tecnico, fornitore delle tenute di gioco, era Capelli Sport.
| Casa | Trasferta | Terza divisa |

## Organigramma societario
Come da sito ufficiale, aggiornato al 28 febbraio 2024.
Area tecnica
- Allenatore: Thomas Gerstner
- Co-allenatore: Nick Fisher
- Preparatore dei portieri: Kai Hanysek
- Preparatore fisico: Maurice Ryboth

## Rosa
Rosa, ruoli e numeri di maglia come da sito ufficiale, aggiornati al 28 febbraio 2024.
| N. |                          | Ruolo | Calciatrice         |
| -- | ------------------------ | ----- | ------------------- |
| 1  | Germania (bandiera)      | P     | Ena Mahmutovic      |
| 2  | Curaçao (bandiera)       | D     | Jeleaugh Rosa       |
| 3  | Stati Uniti (bandiera)   | D     | Haley Thomas        |
| 4  | Germania (bandiera)      | D     | Kara Bathmann       |
| 5  | Germania (bandiera)      | D     | Paula Flach         |
| 6  | Nuova Zelanda (bandiera) | C     | Jana Radosavljević  |
| 7  | Turchia (bandiera)       | C     | Miray Cin           |
| 8  | Germania (bandiera)      | D     | Vanessa Fürst       |
| 9  | Germania (bandiera)      | A     | Julia Kappenberger  |
| 9  | Stati Uniti (bandiera)   | A     | Taryn Ries          |
| 10 | Germania (bandiera)      | C     | Meret Günster       |
| 11 | Germania (bandiera)      | C     | Alexandra Emmerling |
| 13 | Stati Uniti (bandiera)   | C     | Natalie Muth        |
| 14 | Danimarca (bandiera)     | D     | Emilie Henriksen    |

| N. |                        | Ruolo | Calciatrice                 |
| -- | ---------------------- | ----- | --------------------------- |
| 16 | Stati Uniti (bandiera) | A     | Samantha Jerabek            |
| 17 | Germania (bandiera)    | C     | Yvonne Zielinski (capitano) |
| 18 | Austria (bandiera)     | C     | Jelena Prvulović            |
| 19 | Germania (bandiera)    | C     | Antonia-Johanna Halverkamps |
| 20 | Stati Uniti (bandiera) | A     | Alexandria Hess             |
| 21 | Germania (bandiera)    | C     | Sarah Freutel               |
| 22 | Germania (bandiera)    | P     | Jil Frehse                  |
| 23 | Stati Uniti (bandiera) | D     | Brooke Gabrielle Denesik    |
| 24 | Germania (bandiera)    | A     | Lisa Josten                 |
| 25 | Stati Uniti (bandiera) | D     | Kaitlyn Prior Parcell       |
| 25 | Islanda (bandiera)     | D     | Ingibjörg Sigurðardóttir    |
| 31 | Germania (bandiera)    | P     | İlayda İçier                |
| 30 | Germania (bandiera)    | C     | Gina Ebels                  |

## Calciomercato

### Sessione estiva
| Acquisti | Acquisti            | Acquisti           | Acquisti |
| R.       | Nome                | da                 | Modalità |
| -------- | ------------------- | ------------------ | -------- |
| P        | Jil Frehse          | Turbine Potsdam    | prestito |
| C        | Kara Bathmann       | Meppen             | [ 5 ]    |
| C        | Alexandra Emmerling | Bayer Leverkusen   |          |
| C        | Natalie Muth        | Levante Las Planas | [ 6 ]    |
| A        | Julia Kappenberger  | Wiener SC          | [ 7 ]    |

| Cessioni | Cessioni          | Cessioni         | Cessioni      |
| R.       | Nome              | a                | Modalità      |
| -------- | ----------------- | ---------------- | ------------- |
| P        | Kari Närdemann    | Bochum           |               |
| D        | Gloria Adigo      | Basilea          | [ 8 ]         |
| C        | Marija Ilić       | Fatih Karagümrük |               |
| C        | Selina Vobian     | Friburgo         | fine prestito |
| C        | Dörthe Hoppius    | Bochum           | [ 9 ]         |
| A        | Lucy Karwatzki    | Bochum           |               |
| A        | Melissa Ugochukwu | Basilea          | [ 10 ]        |

### Sessione invernale
| Acquisti | Acquisti                 | Acquisti   | Acquisti |
| R.       | Nome                     | da         | Modalità |
| -------- | ------------------------ | ---------- | -------- |
| D        | Ingibjörg Sigurðardóttir | Vålerenga  | [ 11 ]   |
| A        | Taryn Ries               | IK Uppsala |          |

| Cessioni | Cessioni                 | Cessioni         | Cessioni |
| R.       | Nome                     | a                | Modalità |
| -------- | ------------------------ | ---------------- | -------- |
| D        | Brooke Gabrielle Denesik | Aalborg          |          |
| D        | Emilie Henriksen         | Odense Q         |          |
| D        | Kaitlyn Prior Parcell    | Fortuna Hjørring |          |
| A        | Julia Kappenberger       | First Vienna     |          |

## Risultati

### Frauen-Bundesliga

#### Girone di andata
| Arbitro: | Breier (Zerf) |

|                                                                                    |           |  |
| Feldkamp 18’ Kössler 32’, 47’, 52’, 58’ Alber 45+1’ Leimenstoll 80’ Billa 84’, 89’ | Marcatori |  |

| Arbitro: | Duske (Leverkusen) |

|                             |           |                        |
| Fürst 37’ Halverkamps 90+4’ | Marcatori | 27’ Zicai 73’ Hoffmann |

| Arbitro: | Wacker (Lehrensteinsfeld) |

|                                                |           |               |
| Beck 29’ Wiankowska 59’, 78’ (rig.) Gavrić 69’ | Marcatori | 47’ Zielinski |

| Arbitro: | Michel (Magonza) |

|  |           |            |
|  | Marcatori | 640’ Rieke |

| Arbitro: | Lutz (Poppenhausen) |

|                                                              |           |                      |
| Doorsoun 5’ Prašnikar 28’ Freigang 40’, 64’ (rig.) Dunst 42’ | Marcatori | 90+2’ (rig.) Günster |

| Arbitro: | Breier (Zerf) |

|                   |           |            |
| Halverkamps 90+1’ | Marcatori | 9’ Andrade |

| Arbitro: | Schwermer (Ballenstedt) |

|                                   |           |  |
| Damnjanović 8’ Stanway 72’ (rig.) | Marcatori |  |

| Arbitro: | Weigelt (Lipsia) |

|                    |           |  |
| Kalma 7’ Pajor 40’ | Marcatori |  |

| Arbitro: | Duske (Leverkusen) |

|  |           |                          |
|  | Marcatori | 34’ Sternad 83’ Weidauer |

| Arbitro: | Breier (Zerf) |

|                                                          |           |          |
| Vilhjálmsdóttir 5’ Kögel 62’ Karczewska 69’ Wieder 90+4’ | Marcatori | 38’ Muth |

| Arbitro: | Heidenreich (Bad Schwartau) |

|               |           |                  |
| Emmerling 54’ | Marcatori | 1’ Dešić 3’ Haim |

#### Girone di ritorno
| Arbitro: | Weigelt (Lipsia) |

|  |           |                           |
|  | Marcatori | 19’ Corley 84’ Krumbiegel |

| Arbitro: | Breier (Zerf) |

|             |           |          |
| Minge 90+4’ | Marcatori | 66’ Ries |

| Duisburg 18 febbraio 2024, ore 18:30 CET 14ª giornata | MSV Duisburg              | 0 – 0 referto | Colonia | Schauinsland-Reisen-Arena (710 spett.)\| Arbitro: \| Wacker (Lehrensteinsfeld) \| |
| Arbitro:                                              | Wacker (Lehrensteinsfeld) |               |         |                                                                                   |

| Arbitro: | Rafalski (Gudensberg) |

|                                                         |           |          |
| Kowalski 24’ (rig.) Sterner 57’ Maier 72’ Enderle 90+2’ | Marcatori | 76’ Muth |

| Arbitro: | Duske (Leverkusen) |

|           |           |                    |
| Fürst 63’ | Marcatori | 1’ Anyomi 4’ Dunst |

| Arbitro: | Diekmann (Essen) |

|                                  |           |  |
| Hipp 42’ (rig.), 69’ Andrade 62’ | Marcatori |  |

| Arbitro: | Kost (Schwerte) |

|          |           |                                                                |
| Ries 42’ | Marcatori | 49’ Gwinn 52’ Stanway 63’ Eriksson 87’ Damnjanović 90’ Lohmann |

| Arbitro: | Westerhoff (Bochum) |

|          |           |                                                    |
| Muth 64’ | Marcatori | 71’ Popp 85’ (rig.) Janssen 88’ Endemann 89’ Pajor |

| Arbitro: | Schwermer (Ballenstedt) |

|                                                      |           |                                 |
| Dieckmann 13’ Wichmann 29’, 33’ Lührßen 90+3’ (rig.) | Marcatori | 76’ Freutel 90+4’ Radosavljevic |

| Arbitro: | Joos (Leinfelden-Echterdingen) |

|              |           |                                              |
| Bathmann 71’ | Marcatori | 20’ Bender 34’ Karczewska 76’ Skinnes Hansen |

| Arbitro: | Kost (Schwerte) |

|                       |           |            |
| Dešić 41’ Schmidt 81’ | Marcatori | 90+2’ Ries |

### DFB-Pokal der Frauen
| Arbitro: | Rafalski (Gudensberg) |

|            |           |                                                                   |
| Hampel 81’ | Marcatori | 1’ Zielinski 24’, 50’ Hess 35’ Kappenberger 79’ Fürst 89’ Jerabek |

| Arbitro: | Lutz (Poppenhausen) |

|  |           |                            |
|  | Marcatori | 59’ Cin 88’ (rig.) Günster |

| Arbitro: | Lutz (Poppenhausen) |

|                                                |           |             |
| Gräwe 6’ Prasnikar 11’ Anyomi 41’ Martinez 77’ | Marcatori | 66’ Jerabek |

## Statistiche

### Statistiche di squadra
| Competizione         | Punti | In casa | In casa | In casa | In casa | In casa | In casa | In trasferta | In trasferta | In trasferta | In trasferta | In trasferta | In trasferta | Totale | Totale | Totale | Totale | Totale | Totale | DR  |
| Competizione         | Punti | G       | V       | N       | P       | Gf      | Gs      | G            | V            | N            | P            | Gf           | Gs           | G      | V      | N      | P      | Gf     | Gs     | DR  |
| -------------------- | ----- | ------- | ------- | ------- | ------- | ------- | ------- | ------------ | ------------ | ------------ | ------------ | ------------ | ------------ | ------ | ------ | ------ | ------ | ------ | ------ | --- |
| Frauen-Bundesliga    | 4     | 11      | 0       | 3       | 8       | 8       | 24      | 11           | 0            | 1            | 10           | 8            | 40           | 22     | 0      | 4      | 18     | 16     | 64     | -48 |
| DFB-Pokal der Frauen | -     | -       | -       | -       | -       | -       | -       | 3            | 2            | 0            | 1            | 9            | 5            | 3      | 2      | 0      | 1      | 9      | 5      | +4  |
| Totale               | -     | 11      | 0       | 3       | 8       | 8       | 24      | 14           | 2            | 1            | 11           | 17           | 45           | 25     | 2      | 4      | 19     | 25     | 69     | -44 |

### Andamento in campionato
| Giornata  | 1  | 2  | 3  | 4  | 5  | 6  | 7  | 8  | 9  | 10 | 11 | 12 | 13 | 14 | 15 | 16 | 17 | 18 | 19 | 20 | 21 | 22 |
| --------- | -- | -- | -- | -- | -- | -- | -- | -- | -- | -- | -- | -- | -- | -- | -- | -- | -- | -- | -- | -- | -- | -- |
| Luogo     | T  | C  | T  | C  | T  | C  | T  | T  | C  | T  | C  | C  | T  | C  | T  | C  | T  | C  | C  | T  | C  | T  |
| Risultato | P  | N  | P  | P  | P  | N  | P  | P  | P  | P  | P  | P  | N  | N  | P  | P  | P  | P  | P  | P  | P  | P  |
| Posizione | 12 | 10 | 12 | 12 | 12 | 12 | 12 | 12 | 12 | 12 | 12 | 12 | 12 | 12 | 12 | 12 | 12 | 12 | 12 | 12 | 12 | 12 |

Legenda:

Luogo: C = Casa; T = Trasferta. Risultato: V = Vittoria; N = Pareggio; P = Sconfitta.

### Statistiche delle giocatrici
| Giocatore         | Frauen-Bundesliga | Frauen-Bundesliga | Frauen-Bundesliga | Frauen-Bundesliga | DFB-Pokal der Frauen | DFB-Pokal der Frauen | DFB-Pokal der Frauen | DFB-Pokal der Frauen | Totale   | Totale | Totale      | Totale     |
| Giocatore         | Presenze          | Reti              | Ammonizioni       | Espulsioni        | Presenze             | Reti                 | Ammonizioni          | Espulsioni           | Presenze | Reti   | Ammonizioni | Espulsioni |
| ----------------- | ----------------- | ----------------- | ----------------- | ----------------- | -------------------- | -------------------- | -------------------- | -------------------- | -------- | ------ | ----------- | ---------- |
| K. Bathmann       | 21                | 1                 | 4                 | 0                 | 3                    | 0                    | 0                    | 0                    | 24       | 1      | 4           | 0          |
| M. Cin            | 17                | 0                 | 2                 | 0                 | 3                    | 1                    | 1                    | 0                    | 20       | 1      | 3           | 0          |
| B. Denesik        | -                 | -                 | -                 | -                 | -                    | -                    | -                    | -                    | -        | -      | -           | -          |
| G. Ebels          | 4                 | 0                 | 0                 | 0                 | -                    | -                    | -                    | -                    | 4        | 0      | 0           | 0          |
| A. Emmerling      | 4                 | 1                 | 1                 | 0                 | 1                    | 0                    | 0                    | 0                    | 5        | 1      | 1           | 0          |
| P. Flach          | 20                | 0                 | 0                 | 0                 | 3                    | 0                    | 0                    | 0                    | 23       | 0      | 0           | 0          |
| J. Frehse         | 1                 | 0                 | 0                 | 0                 | 0                    | 0                    | 0                    | 0                    | 1        | 0      | 0           | 0          |
| S. Freutel        | 15                | 1                 | 0                 | 0                 | 2                    | 0                    | 0                    | 0                    | 17       | 1      | 0           | 0          |
| V. Fürst          | 20                | 2                 | 0                 | 0                 | 2                    | 1                    | 0                    | 0                    | 22       | 3      | 0           | 0          |
| M. Günster        | 16                | 1                 | 6                 | 0                 | 3                    | 1                    | 0                    | 0                    | 19       | 2      | 6           | 0          |
| A-J. Halverkamps  | 18                | 2                 | 6                 | 0                 | 1                    | 0                    | 0                    | 0                    | 19       | 2      | 6           | 0          |
| E. Henriksen      | 9                 | 0                 | 0                 | 0                 | 2                    | 0                    | 0                    | 0                    | 11       | 0      | 0           | 0          |
| A. Hess           | 17                | 0                 | 2                 | 0                 | 1                    | 2                    | 0                    | 0                    | 18       | 2      | 2           | 0          |
| İ. İçier          | 1                 | -1                | 0                 | 0                 | -                    | -                    | -                    | -                    | 1        | -1     | 0           | 0          |
| S. Jerabek        | 14                | 0                 | 0                 | 0                 | 3                    | 2                    | 1                    | 0                    | 17       | 2      | 1           | 0          |
| L. Josten         | 7                 | 0                 | 0                 | 0                 | 2                    | 0                    | 0                    | 0                    | 9        | 0      | 0           | 0          |
| J. Kappenberger   | 9                 | 0                 | 0                 | 0                 | 1                    | 1                    | 0                    | 0                    | 10       | 1      | 0           | 0          |
| E. Mahmutovic     | 22                | -63               | 1                 | 0                 | 3                    | -5                   | 0                    | 0                    | 25       | -68    | 1           | 0          |
| N.R. Muth         | 19                | 3                 | 7                 | 2                 | 3                    | 0                    | 1                    | 0                    | 22       | 3      | 8           | 2          |
| K. Parcell        | 9                 | 0                 | 0                 | 0                 | 2                    | 0                    | 0                    | 0                    | 11       | 0      | 0           | 0          |
| J. Prvulovic      | 16                | 0                 | 2                 | 0                 | 3                    | 0                    | 0                    | 0                    | 19       | 0      | 2           | 0          |
| J. Radosavljevic  | 8                 | 1                 | 0                 | 0                 | 1                    | 0                    | 0                    | 0                    | 9        | 1      | 0           | 0          |
| T. Ries           | 11                | 3                 | 1                 | 0                 | 1                    | 0                    | 0                    | 0                    | 12       | 3      | 1           | 0          |
| J. Rosa           | 7                 | 0                 | 2                 | 0                 | 2                    | 0                    | 1                    | 0                    | 9        | 0      | 3           | 0          |
| I. Sigurdardóttir | 11                | 0                 | 1                 | 0                 | 1                    | 0                    | 0                    | 0                    | 12       | 0      | 1           | 0          |
| H. Thomas         | 11                | 0                 | 0                 | 0                 | 1                    | 0                    | 0                    | 0                    | 12       | 0      | 0           | 0          |
| Y. Zielinski      | 17                | 1                 | 0                 | 0                 | 3                    | 1                    | 0                    | 0                    | 20       | 2      | 0           | 0          |